# 山村工作队

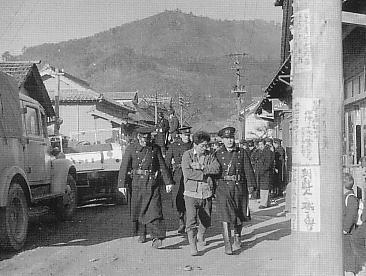
遭警察逮捕的山村工作队成员

山村工作队是1950年代前半叶日本的一个共产主义准军事组织。
1949年11月，中共领导人之一刘少奇指出，中国的武装斗争方式适用于包括日本在内的亚洲广大地区。此观点同时得到苏联斯大林的支持。1950年，驻日盟军总司令部发起赤色清洗，日本共产党的领袖全被解除公职，德田球一等所感派的日共领导被迫流亡中国。德田在北京设立“日本共产党临时中央指导部”，俗称“北京机关”。在1951年2月23日的日本共产党第4回全国协议会（四全协）上，确定反美武装斗争的方针，模仿中国共产党在抗日战争中的战术，以农村包围城市，在全国各地的农村建立解放区。10月16日的第5回全国协议会（五全协）上，更是确立在农村实行游击战的纲领。山村工作队、中核自卫队等这些武装暴动组织就是在这种背景下相继建立的。
山村工作队的成员都是舍弃学业的亲共学生，他们得到日共北京机关的支持，活跃于日本各地的农村，对各地列车施行爆破，用燃烧弹攻击派出所，殴打警察。攻击各地封建地主的房屋。各地居民对山村工作队不抱好感。他们盘踞于山区，当地医疗条件落后，北京机关派遣专门的医师进行巡回治疗。
日共的武装斗争方针使其在民众中的支持率大幅下降，在1952年的总选举里，日共党员全体落选。1953年德田球一在北京病逝后，野坂参三、西泽隆二对北京机关中德田的支持者进行清洗，随后与国际派的宫本显治和解。7月29日的日本共产党第6回全国协议会（六全协）上，武装斗争路线被否定，山村工作队的成员对此转变表示深深的绝望。此后，日共不再对山村工作队提供资金来源，山村工作队逐渐瓦解。